# John Barrett
John Barrett (ur. ok. 1674, zm. w grudniu 1719)  – angielski kompozytor, organista i pedagog.

## Życiorys
Z dostępnych informacji wynika, że całe swoje życie zawodowe spędził w Londynie. Od około 1686 do 1691 był chórzystą w Chapel Royal i uczniem chórmistrza Johna Blowa . Pracował jako organista w kościołach Christ Church, Newgate Street i St Mary-at-Hill (od 15 sierpnia 1693 do 1719) .
Zajmował się również nauczaniem. Od 28 września 1697 aż do swojej śmierci był wykładowcą muzyki (music master) w szkole Christ’s Hospital .
Około 1704 został wybrany do Amicable Society of Blues . Prawdopodobnie ożenił się z Mary Saunders 9 marca 1711 w kościele St Mary-at-Hill .

## Twórczość
Jak wielu mu współczesnych kompozytorów (m.in. Jeremiah Clarke, John Eccles i Daniel Purcell) Barrett komponował głównie instrumentalną muzykę sceniczną, stanowiącą podkład muzyczny do spektakli teatralnych. W większości były to arie instrumentalne – bardzo melodyjne i efektowne – często wykorzystywane także jako niezależne pieśni artystyczne .
Jego muzyka cieszyła się dużą popularnością, a ilustrowane nią dramaty były często wystawiane w londyńskim teatrze przy Drury Lane. Na przykład w latach 1713–1729 sztuka The Lancashire Witches Thomasa Shadwella była wystawiana co najmniej 30 razy .
Skomponował też kilka niewielkich utworów na instrumenty klawiszowe (klawesyn, szpinet), opublikowanych w trzech pierwszych wydaniach The Harpsichord Master  (1697–1702),  w A Choice Collection of Ayres (1700) oraz w innych późniejszych antologiach z początku XVIII .

## Muzyka sceniczna
- Love’s Last Shift, or The Fool in Fashion (C. Cibber), 1696
- The Pilgrim (J. Vanbrugh), 1702
- All for the Better, or The Infallible Cure (F. Manning), 1703
- The Generous Conqueror, or The Timely Discovery (B. Higgons), 1702
- Tunbridge Walks, or The Yeoman of Kent (T. Baker), 1703
- The Albion Queens, or The Death of Mary, Queen of Scotland (J. Banks), 1704
- The Tender Husband, or The Accomplish’d Fools (R. Steele), 1705
- Hampstead Heath (T. Baker), 1706
- The Fine Lady’s Airs, or An Equipage of Lovers (T. Baker), 1708
- The Fair Quaker of Deal, or The Humours of the Navy (C. Shadwell), 1710
- The City Ramble, or A Playhouse Wedding (E. Settle), 1711
- The Wife’s Relief, or The Husband’s Cure (C. Johnson), 1712
- The Perplex’d Lovers (S. Centlivre), 1712
- The Lancashire Witches (T. Shadwell), 1713
- The Wife of Bath (J. Gay), 1713
- The Custom of the Manor (C. Johnson), 1715